# حسن تشاني

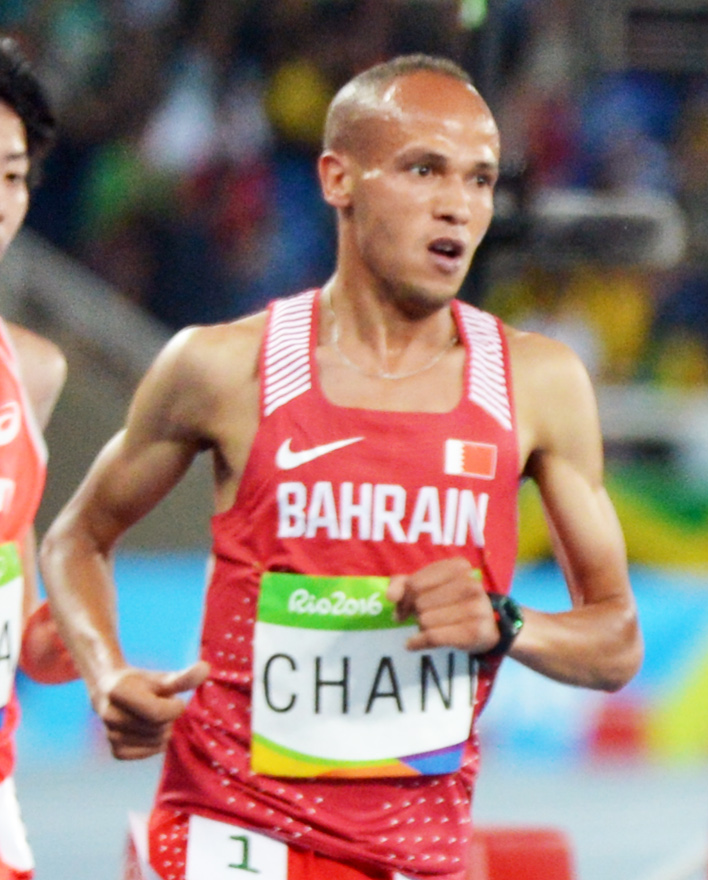
حسن تشاني في دورة الألعاب الأولمبية 2016.

حسن تشاني (ولد في 5 مايو 1988) هو عداء مسافات طويلة بحريني.
مثل البحرين في دورة الألعاب الأولمبية الصيفية 2016 في ريو دي جانيرو بالبرازيل في 10000 متر للرجال.

## روابط خارجية
- حسن تشاني على موقع الاتحاد الدولي لألعاب القوى (الإنجليزية)
- حسن تشاني على موقع اللجنة الأولمبية الدولية (الإنجليزية)
- حسن تشاني على موقع أوليمبيديا (الإنجليزية)